# Juniperus fassettii
Juniperus fassettii là một loài thực vật hạt trần trong họ Cupressaceae. Loài này được B.Boivin mô tả khoa học đầu tiên năm 1966.